# Symphysia ovata
Symphysia ovata är en ljungväxtart som först beskrevs av Albert Charles Smith, och fick sitt nu gällande namn av Kloet. Symphysia ovata ingår i släktet Symphysia och familjen ljungväxter. Inga underarter finns listade i Catalogue of Life.